# Carl von Seyffertitz
Carl (Karl) Maria Josef Leopold Freiherr von Seyffertitz (* 17. Februar 1825 in Bregenz; † 12. Juni 1900 in Bregenz) war ein altösterreichischer Beamter, Politiker und Naturwissenschaftler.

## Leben
Carl von Seyffertitz entstammt der Offiziersfamilie Seyffertitz und war der älteste Sohn von Carl Josef Freiherr von Seyffertitz (1781–1831), Hauptmann der Tiroler Kaiserjäger, und Rosa Gräfin von Wolkenstein-Rodenegg (1799–1844).
Er heiratete Emilie Gysi (1828–1902) und hatte zwei Töchter.
Carl von Seyffertitz absolvierte ab 1843 ein Jurastudium an der Universität Innsbruck und trat in den Staatsdienst ein, wo er bis 1860 am Bregenzer Kreisamt tätig war, und dann jenen wieder verließ. Er wurde als liberaler Politiker 1864–1868 Vorarlberger Landtagsabgeordneter und fungierte auch als Stellvertretender des Landeshauptmann. Von 1867 bis 1870 amtierte er als Bürgermeister von Bregenz, trat aber zurück. Ab 1867 war er Reichsratsabgeordneter, trat aber auch aus diesem Amt im Zuge der Auseinandersetzung um die Aufhebung des Konkordats, die er mit dem Kreis um Franz Michael Felder unterstützte, 1868 zurück, und schied aus dem politischen Leben aus.
Schon seit 1860 war Carl von Seyffertitz Obmannstellvertreter des Museal-Vereins für Vorarlberg und Korrespondent der Geologischen Reichsanstalt gewesen. 1868 gehörte er zu den Gründungsmitgliedern des Vereins für Geschichte des Bodensees und seiner Umgebung. Nach 1868 widmete er sich dann hauptsächlich verschiedenen meteorologischen, geologischen und historischen Studien, hielt Vorträge und verfasste Reiseschilderungen.
Ab 1862 veröffentlichte er unter dem „Nom de guerre“ Max Vermunt als Feuilletonist in der liberalen Innsbrucker Inn-Zeitung Kolumnen zu politischen Ereignissen in Vorarlberg. Beim Österreichischen Alpenverein publizierte er ebenfalls unter diesem Pseudonym, im Schweizer Alpenclub unter seinem eigenen Namen.
Sein jüngster Bruder Gebhard von Seyffertitz förderte als Besitzer des Ansitzes Großkarnell in Siebeneich in Südtirol dort archäologische Initiativen, die sich vor allem in der Dokumentation des örtlichen Heiligen Winkels äußerten.

## Leistungen und Ehrungen
Aus seiner Zeit als Abgeordneter stammt der Antrag von 1867, die Gemeindefunktionäre in geheimer Wahl zu ermitteln.
Er machte sich auch um die Errichtung der Krankenanstalt Valduna (heute LKH Rankweil) verdient.
1870 wurde er Ehrenbürger von Bregenz.

## Veröffentlichungen (Auswahl)
- Ein Beitrag zu des Herrn Diaconus Alb. Steudels Studie „Über die erratischen Erscheinungen in der Bodenseegegend“. In: Schriften des Vereins für Geschichte des Bodensees und seiner Umgebung. 3. Jg. 1872, S. 91–94 (Digitalisat).
- Die Niederschlagsmengen des Bodensee-Beckens und ihre Vertheilung. In: Schriften des Vereins für Geschichte des Bodensees und seiner Umgebung. 12. Jg. 1883, S. 61–69 (Digitalisat).
- Wind- und Wetterzeichen am Bodensee. In: Schriften des Vereins für Geschichte des Bodensees und seiner Umgebung. 19. Jg. 1890, S. 134–138 (Digitalisat).
- Der Fallwind der Bregenzer Bucht. In: Schriften des Vereins für Geschichte des Bodensees und seiner Umgebung. 25. Jg. 1896, S. 27–29 (Digitalisat).
- Sängers Bergfahrt. In: Holunder. 5, 1927, Nr. 21.
- mit Ludwig von Hörmann u. a.: Wanderungen durch Tirol und Vorarlberg (= Unser Vaterland. 2), o. J.
- als Max Vermunt: Auf Vermunt, in: Jahrbuch des Österreichischen Alpen-Vereines, Bd. 6, 1870, S. 21–48.
- Stille Winkel, in: Jahrbuch des Österreichischen Alpen-Vereins, Bd. 2, 1866, S. 3–23.